# اصل رفتاری
اصل رفتاری، اصلی است که معیاری توصیه شده برای رفتار ارائه می‌دهد. اصول رفتاری به این صورت شکل می‌گیرند: "اگر شرایط مورد نظر برقرار بود، بنابراین باید رفتار تجویز شده اجرا شود". تئوری تصمیم و نیز تحلیل تصمیم بر حداکثر کردن مطلوبیت مورد انتظار اصل رفتاری مبتنی هستند. به‌طور کلی، این هدف در اصول رفتاری به‌طور گسترده پذیرفته شده و مورد استفاده قرار می‌گیرد. اصل رفتاری، اساس رفتار شناسی را شکل می‌دهد.